# Цимбал Володимир Павлович
Володимир Павлович Цимбал (нар. 8 травня 1958) — радянський футболіст, що грав на позиції нападника і півзахисника. Відомий насамперед за виступами у складі команди «Прикарпаття» з Івано-Франківська, за яку зіграв понад 300 матчів у першій та другій лігах СРСР.

## Клубна кар'єра
Володимир Цимбал розпочав займатися футболом у СДЮШОР запорізького «Металург». Розпочав виступи на футбольних полях у складі резервної команди запорізького клубу, проте до основної команди не проходив. тому вже в 1977 році грав у складі аматорської команди «Первомайськ». У 1978 році Цимбал грав у складі команди другої ліги «Будівельник» з Тюмені. у 1979 році футболіст грав у складі іншого друголігового клубу «Десна» з Чернігова. у 1980 році Цимбал повернувся до складу запорізького «Металурга», проте зіграв у його складі лише 2 матчі в першій лізі, а сезон догравав у запорізькій аматорській команді «Трансформатор». На початку сезону 1981 року Володимир Цимбал став гравцем команди першої ліги «Прикарпаття» з Івано-Франківська. За підсумками цього сезону івано-франківська команда вибула до другої ліги, й Цимбал продовжив виступи в складі «Прикарпаття» вже в другій лізі. У складі івано-франківської команди футболіст грав до кінця 1988 року, зіграв у її складі лише в чемпіонаті СРСР 303 матчі, ще 6 матчів зіграв у Кубку СРСР. У складі «Прикарпаття» у 1987 році Цимбал став бронзовим призером чемпіонату УРСР, що розігрувався у рамках зонального турніру другої ліги. У 1989 році Володимир Цимбал став гравцем аматорської команди «Нафтовик» з Долини, і після року виступів завершив виступи на футбольних полях.